# باينغتون فورد
باينغتون فورد (بالإنجليزية: Byington Ford)‏ هو عسكري أمريكي، ولد في 1 نوفمبر 1890 في كاليفورنيا في الولايات المتحدة، وتوفي في 19 يناير 1985 في فينتورا في الولايات المتحدة.